# Cerkev Marijinega rojstva, Svete gore
Cerkev Marijinega rojstva v vasi Zagaj (Občina Bistrica ob Sotli) na hribu Svete gore (527 m) je podružnična cerkev Župnije Sv. Peter pod Svetimi gorami in znano romarsko središče v Škofiji Celje. Ker cerkev stoji blizu slovensko-hrvaške meje, so k njej od nekdaj romali tudi verniki iz Hrvaške, posebno iz Hrvaškega Zágorja.
Cerkev v zimskem času nima rednih bogoslužij. Prva maša vsako leto je na velikonočni ponedeljek, redne nedeljske maše pa si sledijo potem od 1. maja do Martinove nedelje, ki je okoli 11. novembra, in sicer ob 11. uri. Avgusta in septembra je še dodatna nedeljska maša ob 9. uri. Patrocinij cerkve se obhaja 8. septembra, na praznik Marijinega rojstva, največ romarjev pa se zbere na največji Marijin praznik, to je Marijino vnebovzetje 15. avgusta.

## Zgodovina
Cerkev se prvič omenja leta 1265, saj se hrib že takrat imenuje Monte Sancte Marie (Gora svete Marije). Leta 1611 je ljubljanski škof Tomaž Hren posvetil povečano cerkev. Ta je obsegala današnjo glavno ladjo, ki je bila nekoliko nižja in ravno krita, manjši prezbiterij in pritlično zakristijo. Ali je zvonik ob tej posvetitvi že stal, ni točno znano, vsekakor pa izvira iz 1. polovice 17. stoletja. Vizitacijski zapisnik iz leta 1651 navaja lesen pevski kor in 4 oltarje.
Nadaljnja povečava je sledila leta 1693, ko so postavili sedanji prezbiterij in južni pritlični prizidek. Iz tega leta je tudi glavni oltar. Največja povečava se je vršila v letih od okoli 1727 pa do 1732, kot priča letnica na mojstrsko izklesanem portalu glavnega vhoda. Takrat so povišali in obokali glavno ladjo ter ji na vsako stran prizidali stranski ladji z galerijama nad njima. Hkrati so nadzidali še zakristijo na severni strani in že omenjeni prizidek na južni strani, tako da sta dosegla višino stranskih ladij. Na novo je bil zgrajen tudi kor, preko katerega sta povezani galeriji, pa tudi troje polžjih stopnic za dostop do galerij in kora.
Cvetoča romanja so v času reform cesarja Jožefa II. zamrla, ponovno pa so zaživela po letu 1860, ko sta se angažirana dva šempetrska župnika. Jurij Stepišnik (župnik 1857–1862) je dal na novo prekriti kor ter priskrbel nov glavni, neoromanski tabernakelj in križev pot. Njegov naslednik, Martin Sevnik (župnik 1862–1892), po rodu sicer iz sosednje Župnije Pišece, se je lotil obsežnejše prenove. Dal je napraviti venčni zidec, nova okna, v notranjščini pa nov prestol z železno ograjo za Marijin kip sredi glavne ladje. Najpomembnejše delo za njegovega časa pa so freske, ki jih je v letih 1868–1871 naslikal priznani furlanski slikar Tomaž Fantoni. Takrat je bil poslikan celoten obok glavne ladje, vrhnji deli slopnih stebrov, obok prezbiterija, na novo pa je bil poslikan tudi glavni oltar. Fantoni je naredil še nove oljne slike za štiri od šestih stranskih oltarjev: sveti Anton Puščavnik, sveta Ana, Rožnovenska Mati Božja in sveti Izidor Seviljski.
Iz 19. stoletja izvirajo tudi freske v stranskima ladjama, ki so manj kvalitetne kot Fantonijeve, ostaja pa neznano, kdaj natančneje so bile narejene in kdo je njihov avtor.
Leta 1969 je zvonik dobil novo bakreno kritino. Leta 1982 sta bila še na cerkvi zamenjana celotno ostrešje in kritina. Streha je pokrita z 20.000 strešniki. Istega leta, natančneje 27. junija 1982, je bila cerkev priča dvojnemu mašniškemu posvečenju. Ta zakrament sta prejela domačin Bernard Geršak in Zvone Podvinski iz Župnije Pišece. Leta 1990 so zaradi preprečevanja vlomov namestili varnostne naprave. V izrednem svetem letu 2015/2016 je imela cerkev privilegij svetih vrat, ki so povezana s prejemom odpustkov. Ta status so imela desna vhodna vrata.

## Arhitektura
Cerkev ima obliko troladijske bazilike, pri čemer se nad stranskima ladjama nahajata galeriji, na katerima so nekoč prenočevali romarji. Galeriji sta zavarovani z balustradno ograjo. Široko in prostorno glavno ladjo in stranski ladji delijo med seboj po štirje slopni stebri na vsaki strani, pred katerimi stoji šest stranskih oltarjev (stebra pri vhodu jih nimata). Kor je za višino balustradne ograje nižji od galerij, zato je prehod omogočen s stopnicami.
Prezbiterij je enako širok in visok kot glavna ladja, je tristrano zaključen in zgrajen iz pravilno oblikovanih klesancev. Zvonik je odprtega tipa, kar pomeni, da se pod njim nahaja glavni vhod v cerkev. Je štirinadstropen in pokrit s čebulasto streho.

## Oprema

### Prezbiterij
Glavni oltar je zasnovan kot trinadstropna stebriščna nebeška palača. Po obliki sta mu zelo sorodna oltarja minoritske cerkve Marijinega vnebovzetja, Olimje, in grajske kapele sv. Hieronima na bližnjem gradu Bizeljsko. Vsako nadstropje ima na sredini enega od Marijinih motivov, na vsako stran od slednjega pa se nahaja po 8 stebrov, od katerih sta najzunanjejši in najnotranjejši salomonska, to je vijačena. Vse osebe kipov so oblečene v zlata oblačila.
Osrednja niša je zasnovana kot slavnostna dvorana s tremi balkoni. Sredinski balkon je nižji od stranskih. Na njem na oblakih in polmescu stoji Marija Kraljica z Detetom Jezusom in vladarskim žezlom v levi roki. S to obliko je dvorana kakor po naključju pomanjšana zrcalna odslikava cerkve, ki ima pravtako dve stranski galeriji z nižjim korom med njima, na koru pa »kraljico glasbil« – orgle. V pritličju dvorane, kakor tudi na stranskima balkonoma, ki slonita na salomonskih stebrih, in na oboku dvorane se nahajajo angeli. Tisti na balkonoma so glasbeniki, vsak s svojim glasbilom: harfo, goslimi, basom, bobni, orglami, trobento in klarinetom. Vsa glasbila žal niso ohranjena. Nad nišo je latinski napis »Con sangvinitas Christi« (»S Kristusovo krvjo«).
Na sredini 2. nadstropja oltarja se nahaja slika Marijinega rojstva: sveta Ana leži v postelji, ob njej sedi njen mož, sveti Joahim, njima pa streže 7 dekel, od katerih dve umivata novorojenko Marijo. Nad njo se v 3. nadstropju nahaja slika Marijinega kronanja v Nebesih.
Na oltarni mizi se levo in desno od tabernaklja nahajajo 4 vitrine obeliskaste oblike z relikvijami. Oltarni prostor je ograjen z balustradno ograjo, za katero je postavljen ambon. Oltarja, obrnjenega proti ljudstvu, cerkev nima.
|                      | Shema glavnega oltarja | Shema glavnega oltarja | Shema glavnega oltarja            | Shema glavnega oltarja | Shema glavnega oltarja         | Shema glavnega oltarja | Shema glavnega oltarja |
| -------------------- | ---------------------- | ---------------------- | --------------------------------- | ---------------------- | ------------------------------ | ---------------------- | ---------------------- |
|                      |                        |                        | Jese z otrokom Davidom            |                        | David z liro (glasbilo manjka) |                        |                        |
| sveti Jožef Pravični | Suzana                 | sveti Jakob            | Marijino kronanje v Nebesih       | sveti Juda Tadej       | Esmerija (Elizabetina mati)    | sveti Simeon           |                        |
| Marija na klečalniku | sveta Marija Kleopova  | sveti Janez Evangelist | Marijino rojstvo                  | sveti Jakob            | sveta Marija Saloma            | sveti Gabrijel         |                        |
|                      | sveti Zaharija         | sveti Jožef            | Marija Kraljica z Detetom Jezusom | sveti Janez Krstnik    | sveta Elizabeta                |                        |                        |

Freska na oboku predstavlja Marijino vnebovzetje. Šest stenskih fresk upodablja angele, od katerih je samo drugi poimenovan: »Qui ut Deus« (»Kdo je kakor Bog«), torej sveti Mihael. Pod njimi so zapisani Marijini nazivi iz Lavretanskih litanij. Freske so v krogu od leve proti desni sledeče:
1. Angel s križem, trnjevo krono in žeblji ter napisom »Mati našega Odrešenika.«
2. Sveti Mihael z mečem in ščitom ter napisom »Pribežališče grešnikov.«
3. Angel z lilijo in napisom »Sveta devic Devica.«
4. Angel z rdečo vrtnico in napisom »Skrivna zastopna roža.«
5. Angel s kadilnico in napisom »Posoda časti vredna.«
6. Angel z monštranco in napisom »Posoda vse svetosti.«

### Glavna ladja
Glavna znamenitost cerkve se nahaja sredi glavne ladje, to je prestol z Marijo Kraljico in Detetom Jezusom v naročju, ki je glavni predmet češčenja. Prestol je obdan z železno ograjo, pokriva pa ga baročna rezljana kupola. Kip tudi preoblačijo, pri čemer imajo shranjenih okoli 30 različnih oblačil.
Šest stranskih oltarjev izvira iz 3. četrtine 18. stoletja. Obnovljeni so bili okrog leta 1870. V krogu od leve proti desni si sledijo:
1. sveti Anton Puščavnik, s kipoma svetega Blaža in svetega Urha
2. sveti Florjan
3. sveta Ana, s kipoma svetega Zaharije in svetega Janeza Krstnika
4. Rožnovenska Mati Božja, s 15 medaljoni Rožnega venca in kipoma svetega Dominika in svetega Vincencija Ferrerja
5. sveti Frančišek Ksaverij
6. sveti Izidor Seviljski, s kipoma svetega Petra in svetega Andreja

Prižnica je poznobaročna in je iz 3. četrtine 18. stoletja. Restavrirana je bila leta 1979. Njena posebnost je, da nanjo vodi mostovž. Na njeni steni se nahaja kip Mojzesa s tablama Postave v roki, na ograji pa si od leve proti desni sledijo kipi:
1. sveti Janez Evangelist
2. Jezus, ki z desnico blagoslavlja, v levi pa drži vladarsko jabolko
3. sveti Matej
4. sveti Marko
5. sveti Luka

| Freske na oboku | Freske na oboku                                               | Freske na oboku                                                                                                  | Freske na oboku |
| Leva stran      | Leva stran                                                    | Desna stran | Desna stran     |
| --------------- | ------------------------------------------------------------- | --- | --------------- |
|                 | Sveti Pavel na poti v Damask zagleda Marijo z Detetom Jezusom | Izgon Adama in Eve iz raja in napoved žene, ki bo kači strla glavo                                               |                 |
|                 | Čudež na svatbi v Kani Galilejski                             | Papež Pij IX. leta 1854 ex cathedra razglaša Dogmo o Marijinem brezmadežnem spočetju                             |                 |
|                 | Marijino srečanje z Jezusom na Križevem potu                  | Marijino objokovanje pod križem                                                                                  |                 |
|                 | Binkošti Marije z apostoli                                    | Jezus in Marija varujeta cerkev (Bazilika sv. Petra, Vatikan), pozidano na skali, ob katero butajo morski valovi |                 |

Pri Fantonijevih freskah (1868–1871) je potrebno naglasiti, da so nastale v za Cerkev prelomnih časih. Freska papeža Pija IX. je nastala še za časa njegovega življenja († 1878). Od 8. decembra 1869 do 18. oktobra 1870 je potekal 1. vatikanski koncil pod njegovim predsedstvom, ki je 18. julija 1870 razglasil Dogmo o papeški nezmotljivosti. S tem je Dogma o Marijinem brezmadežnem spočetju, razglašena 16 let pred tem, dobila še dodatno potrditev. Fresko vatikanske bazilike moremo povezati z zavzetjem Papeške države in priključitvijo njenega ozemlja združeni Kraljevini Italiji. 20. septembra 1870 je italijanska vojska zavzela Rim, s čimer se je končal 1114-letni obstoj Papeške države, hkrati pa tudi proces združitve Italije. Večino ozemlja je Kraljevina Italija odtrgala Papeški državi že 10 let pred tem, leta 1860. Morda je s temi dogodki povezana tudi freska napovedi žene, ki bo kači strla glavo.
Kropilnika pri vhodnih vratih sta iz leta 1652.

### Stranski ladji
- Pomorska bitka pri Lepantu med Sveto zvezo in Osmani leta 1571
- Papež Liberij 5. avgusta 352 na griču Eskvilin v Rimu opazuje sveže zapadli sneg; na tej lokaciji bo zgradil Baziliko Marije Snežne

V stranskima ladjama se nahaja 6 spovednic. V višini nad njimi so na steni naslikane freske s prizori uslišanj na priprošnjo Svetogorske Matere Božje. V sprednjem delu leve ladje se nahajata tudi dva »mednarodna« motiva (sliki desno).

### Kor
Orgle so tridelne in izvirajo iz 1. polovice 18. stoletja. Celjski orglar češkega rodu Janez Frančišek Janeček jim je leta 1740 dodal še pedal. Imajo 14 registrov. Leta 1994 jih je restavriral Restavratorski center iz Ljubljane.

### Zvonik
Cerkev je imela nekoč 3 zvonove, a je manjša dva leta 1917 pobrala vojska. Leta 1924 je cerkev dobila nov zvon s podobo Matere Božje Dobrega sveta.